# Montcornet (Ardenas)
Montcornet é uma comuna francesa na região administrativa de Grande Leste, no departamento das Ardenas. Estende-se por uma área de 11,51 km². Em 2010 a comuna tinha 306 habitantes (densidade: 26,6 hab./km²).